# Cyclocross-Weltmeisterschaften/Juniorinnen
Das Einzelrennen der Juniorinnen ist ein Wettbewerb bei den Cyclocross-Weltmeisterschaften. 
Diese Titelkämpfe wurden 2020 ins WM-Programm aufgenommen, nachdem alle anderen UCI-Kategorien dort schon vertreten waren. Im folgenden Jahr fiel es der Verkürzung des WM-Programms infolge der Corona-Pandemie zum Opfer. Ab 2022 fand es erneut statt.

## Palmarès
| Jahr | Austragungsort                      | Gold                                | Silber                              | Bronze                              |
| ---- | ----------------------------------- | ----------------------------------- | ----------------------------------- | ----------------------------------- |
| 2020 | Dübendorf                           | Shirin van Anrooij                  | Puck Pieterse                       | Madigan Munro                       |
| 2021 | nicht ausgetragen (Corona-Pandemie) | nicht ausgetragen (Corona-Pandemie) | nicht ausgetragen (Corona-Pandemie) | nicht ausgetragen (Corona-Pandemie) |
| 2022 | Fayetteville                        | Zoe Bäckstedt                       | Leonie Bentveld                     | Lauren Molengraaf                   |
| 2023 | Hoogerheide                         | Isabella Holmgren                   | Ava Holmgren                        | Célia Gery                          |
| 2024 | Tábor                               | Célia Gery                          | Cat Ferguson                        | Viktória Chladoňová                 |
| 2025 | Liévin                              | Lise Revol                          | Barbora Bukovská                    | Rafaelle Carrier                    |

## Medaillenspiegel
| Platz  | Land               | Gold | Silber | Bronze | Gesamt |
| ------ | ------------------ | ---- | ------ | ------ | ------ |
| 1      | Frankreich         | 2    | 0      | 1      | 3      |
| 2      | Niederlande        | 1    | 2      | 1      | 4      |
| 3      | Kanada             | 1    | 1      | 1      | 3      |
| 4      | Großbritannien     | 1    | 1      | 0      | 2      |
| 5      | Tschechien         | 0    | 1      | 0      | 1      |
| 6      | Slowakei           | 0    | 0      | 1      | 1      |
| 6      | Vereinigte Staaten | 0    | 0      | 1      | 1      |
| Gesamt | Gesamt             | 5    | 5      | 5      | 15     |